# Stadium métropolitain Pierre-Quinon
Pour les articles homonymes, voir Stadium et Stadium métropolitain.
Le stadium métropolitain Pierre-Quinon est un stade couvert situé à Nantes en France, dans le quartier Nantes Nord.

## Localisation
Le stade se trouve dans les quartiers nord de Nantes, à proximité de l'hippodrome du Petit Port et du stade de rugby homonyme, à l'angle du boulevard Guy-Mollet et de la rue du Fresche-Blanc.

## Historique
Au début des années 2000, la nécessité pour les athlètes nantais de haut-niveau de pouvoir s'entraîner sans avoir à subir les aléas des conditions météorologiques se fait sentir. Jusqu'ici, ces derniers devaient alors se rendre à Bordeaux, Caen ou Clermont-Ferrand pour trouver un équipement répondant à leurs attentes. Il est alors décidé de doter l'agglomération nantaise d'un stade couvert dédié essentiellement à la pratique de l'athlétisme « indoor », mais aussi du badminton, du basket-ball, du hand-ball, du volley-ball, etc., et pourra aussi accueillir occasionnellement les candidats à des examens universitaires. Il est actuellement le seul équipement de ce type, à la fois dans l'agglomération nantaise et le « Grand Ouest ».[réf. nécessaire]
Le choix du site est un terrain de 10 000 m2, situé dans les quartiers nord, au cœur du pôle universitaire, à deux pas du SUAPS (Service Universitaire des Activités Physiques et Sportives) de l'université de Nantes. L'architecte désigné pour mener à bien ce projet est Jean Guervilly. Le 8 décembre 2011, la première pierre est posée en présence de Jean-Marc Ayrault, alors maire de Nantes. L'édifice sera livré à l'été 2013, après 18 mois de travaux qui auront coûté 21,150 millions d’euros (financés par Nantes Métropole pour 9 M €, la Région Pays de la Loire pour 3,5 M €, le Conseil général pour 3,5 M€, l’Université de Nantes pour 2,7 M€, et l’État pour 2,45 M €). 
Le 24 juin 2013, le conseil communautaire de Nantes Métropole attribue le nom Pierre Quinon, champion olympique de saut à la perche aux Jeux de Los Angeles, décédé brutalement en 2011 à l'âge de 49 ans.
Conséquence de la transformation de la communauté urbaine en métropole, il devient un équipement métropolitain le 1er janvier 2015.

## Caractéristiques
Le bâtiment à énergie positive, dont le toit est recouvert de 4 000 m2 de cellules photovoltaïques, comporte une vaste piste de 200 m réalisée dans une grande halle de 4 539 m2 (baptisée « salle Fernand Lancereau », en l'honneur de l'ancien président du Comité d'Athlétisme de Loire-Atlantique de 1986 à 1998 et créateur des « Foulées du tram »), à côté de laquelle sont placés des gradins (532 places assises).
Derrière eux, une salle complémentaire de 2 175 m2 (salle « Alice Milliat », sportive nantaise, nageuse, hockeyeuse et rameuse, engagée pour la reconnaissance du sport féminin), qui permet une pratique sportive polyvalente (athlétisme, badminton, basket-ball, hand-ball),.

## Accès
Le site est accessible par les transports en commun de l'agglomération nantaise :
- ligne de bus 75, arrêt Guy Mollet.